# Янссен, Герберт
Герберт Янссен (нем. Herbert Janssen; 1892—1965) — немецкий и американский оперный певец (баритон).

## Биография
Происходил из богатой семьи. Рос в семейном замке на Рейне. Некоторое время по настоянию родных изучал юриспруденцию, но затем стал использовать деньги, выделяемые на юридическую школу, для оплаты уроков вокала, за что был лишён наследства. Учился у Оскара Даниэля.
В 1922 дебютировал на сцене Берлинской оперы в партии Ирода («Кладоискатель» Ф. Шрекера), оставался в этой труппе до 1937. Также выступал в Ковент-Гардене и на Байрёйтском фестивале (1930—1937).
В 1937 вынужденно уехал в Буэнос-Айрес, с 1939 жил в США, где долгое время был солистом Метрополитен-опера (1939—1951). После ухода со сцены давал частные уроки вокала.

## Репертуар
Изначально репертуар Янссена был достаточно широк: Моцарт (Альмавива в «Свадьбе Фигаро»), Верди (граф ди Луна в «Трубадуре», Ренато в «Бале-маскараде», Яго в «Отелло»), Бизе (Эскамильо в «Кармен») и др. В 1935 высокую оценку получило его исполнение князя Игоря в одноимённой опере Бородина в Ковент-Гардене. Однако настоящую славу ему принесли партии в вагнеровском репертуаре: Голландец («Летучий голландец»), Вольфрам («Тангейзер»), Тельрамунд («Лоэнгрин»), Курвеналь («Тристан и Изольда»), Гунтер («Гибель богов»), Амфортас («Парсифаль»). Когда Вторая мировая война закрыла доступ на сцену Метрополитен-опера многим европейским певцам, Янссену пришлось взять на себя «тяжёлые» партии для бас-баритона — Вотана («Кольцо нибелунга») и Ганса Сакса («Нюрнбергские мейстерзингеры»), что отрицательно сказалось на его вокальных данных.
Также был известен как блестящий исполнитель песен немецких композиторов.